# Bombylius dolorsus
Bombylius dolorsus är en tvåvingeart som beskrevs av Samuel Wendell Williston  1901. Bombylius dolorsus ingår i släktet Bombylius och familjen svävflugor. Inga underarter finns listade i Catalogue of Life.